# مجید خادمی
مجید خادمی سرتیپ سپاه پاسداران انقلاب اسلامی است، که همزمان ریاست سازمان اطلاعات و سازمان حفاظت اطلاعات سپاه پاسداران را برعهده دارد. وی پیش از این رئیس سازمان حفاظت اطلاعات وزارت دفاع بود.
خادمی دارای دکترای امنیت ملی و همچنین دکترای علوم دفاعی راهبردی است. او در رسانه‌ها گاهی به نام مجید خادمی و گاهی با نام مجید حسینی ظاهر شده است. مشخص نیست نام واقعی او دقیقاً کدام است.
پس از تأسیس سازمان اطلاعات سپاه پاسداران، دستکم تا سال ۱۳۹۳ از مجید خادمی به عنوان جانشین حسین طائب، رئیس وقت سازمان اطلاعات سپاه یاد می‌شد. او مدتی هم جانشینی سازمان حفاظت اطلاعات سپاه را بر عهده داشت. او از اردیبهشت ۱۳۹۷ به ریاست حفاظت اطلاعات وزارت دفاع منصوب شد. او در آن سال جایگزین سید اصغر میرجعفری شد. انتصاب او به ریاست حفاظت اطلاعات سپاه ابتدا ۶ تیر ۱۴۰۱ توسط برخی پایگاه‌های خبری در ایران گزارش شد. و ۹ تیر ۱۴۰۱ مراسم معارفه او برگزار شد.